# داميان مونرو
داميان مونرو (بالإنجليزية: Damian Munro)‏ هو لاعب دوري الرغبي أيرلندي، ولد في 6 أكتوبر 1976.